# Joan Baez
Joan Chandos Baez (IPA: [dʒoʊn ˈbaɪz]; New York, 9 gennaio 1941) è una cantautrice e attivista statunitense, nota per il suo stile vocale, il suo impegno nei diritti civili e nel pacifismo.
Detta "l'usignolo di Woodstock" dopo la sua celeberrima esibizione al festival nel 1969, Joan Baez è un'icona del pacifismo e della lotta per i diritti civili, in particolare per l'opposizione alla guerra del Vietnam. Fra i suoi brani più celebri ci sono Diamonds & Rust, la cover di Phil Ochs, There But for Fortune e quella dei The Band The Night They Drove Old Dixie Down, così come i brani We Shall Overcome, Love Is Just a Four-Letter Word, Farewell, Angelina, Sweet Sir Galahad, Joe Hill, Where have all the flowers gone. Fece conoscere al mondo, con la sua interpretazione, il brano di Mauro Lusini C'era un ragazzo che come me amava i Beatles e i Rolling Stones.
Canta da sessanta anni, in molte lingue. Nonostante sia considerata una folksinger, la sua musica negli anni ha spaziato anche in molti generi ad esempio nel rock, pop, country e gospel. Autrice di molte delle sue canzoni, è nota anche per le sue interpretazioni dei brani degli amici e colleghi Woody Guthrie, Pete Seeger, Bob Dylan, The Beatles, Jackson Browne, Paul Simon, The Rolling Stones, Stevie Wonder, Ennio Morricone e molti altri. Negli ultimi anni interpreta brani di autori quali Steve Earle, Natalie Merchant e Ryan Adams. Ha un'estensione vocale di tre ottave e un particolarissimo rapido vibrato.

## Origini
Il padre di Joan Baez era il fisico di origine messicana Albert Vinicio Baez. Il nonno di Joan, il reverendo Alberto Baez, lasciò la fede cattolica per diventare un pastore metodista e si trasferì negli Stati Uniti d'America quando Albert aveva solo due anni. Albert crebbe a Brooklyn dove il padre era pastore di una comunità ispanica. Dopo aver rinunciato a una carriera ecclesiastica, il padre di Joan studiò matematica e fisica ed è stato co-inventore del microscopio a raggi X e autore dei testi di fisica più usati negli Usa.

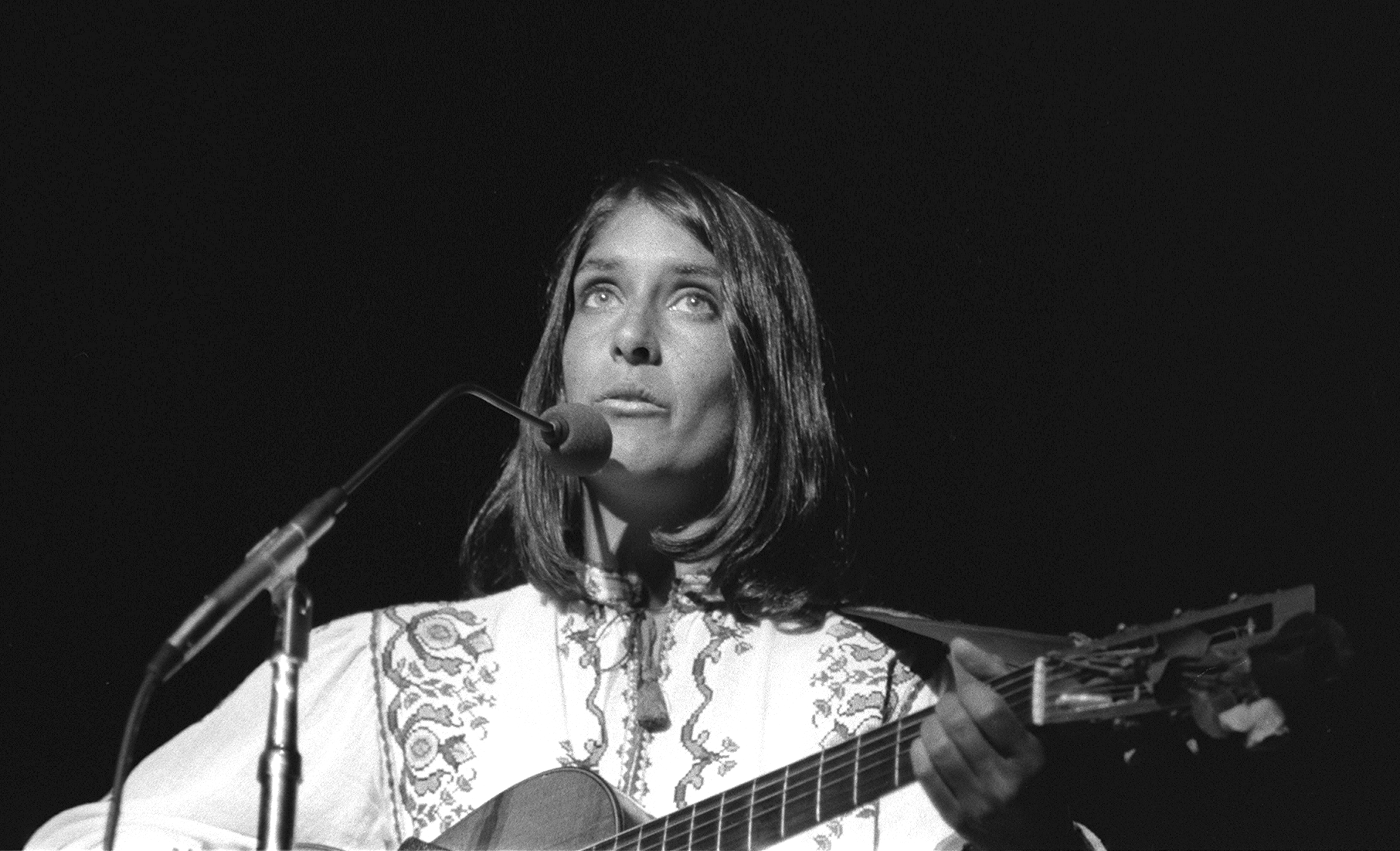
Mimi Fariña, sorella di Joan Baez

In omaggio ai suoi ideali pacifisti, Albert rifiutò però di lavorare al "Progetto Manhattan" per la costruzione della bomba atomica a Los Alamos, così come durante la guerra fredda rifiutò sempre importanti lavori per l'industria bellica, cosa che influenzò profondamente l'impegno pacifista di Joan e della sorella Mimi. In seguito la famiglia Baez si convertì al quaccherismo, quando Joan era ancora bambina. La professione di Albert Baez è stata portata avanti dal cugino di Joan, il noto fisico John Baez.
La madre di Joan, Joan Bridge Baez (spesso chiamata anche Joan Senior o Big Joan), era nata ad Edimburgo, in Scozia, seconda figlia di un pastore episcopale e conobbe Albert al ballo della scuola a Madison, nel New Jersey. Dopo il matrimonio si trasferirono in California. La madre era professoressa di letteratura.
Joan è la seconda di tre sorelle: la maggiore, Pauline, ha sposato l'artista Brice Marden nel 1960 divorziando dopo la nascita del figlio, il musicista Nick Marden; dal secondo matrimonio è nata la figlia Pearl Bryan. La minore, Mimi, morta nel 2001 di tumore al pancreas, era stata anche lei una cantante, chitarrista e attivista (fondando tra l'altro l'organizzazione Bread and Roses). Vedova del cantautore Richard Fariña, morto in un incidente motociclistico il giorno del 21º compleanno di Mimi e insieme al quale aveva avuto successo con il brano Pack up Your Sorrows, nel 1968 si era risposata con Milan Melvin. In riferimento alla loro storia d'amore, Joan scrisse il brano Sweet Sir Galahad.

Joan Baez ha un figlio, il percussionista Gabriel Harris, ed è nonna di Jasmine, figlia di Gabriel e della moglie Pamela. Vive a Woodside in California" dove è rimasta accanto all'anziana madre fino alla fine dei suoi giorni." Un altro cugino di Joan, Peter Baez, è un attivista per l'uso terapeutico della cannabis.

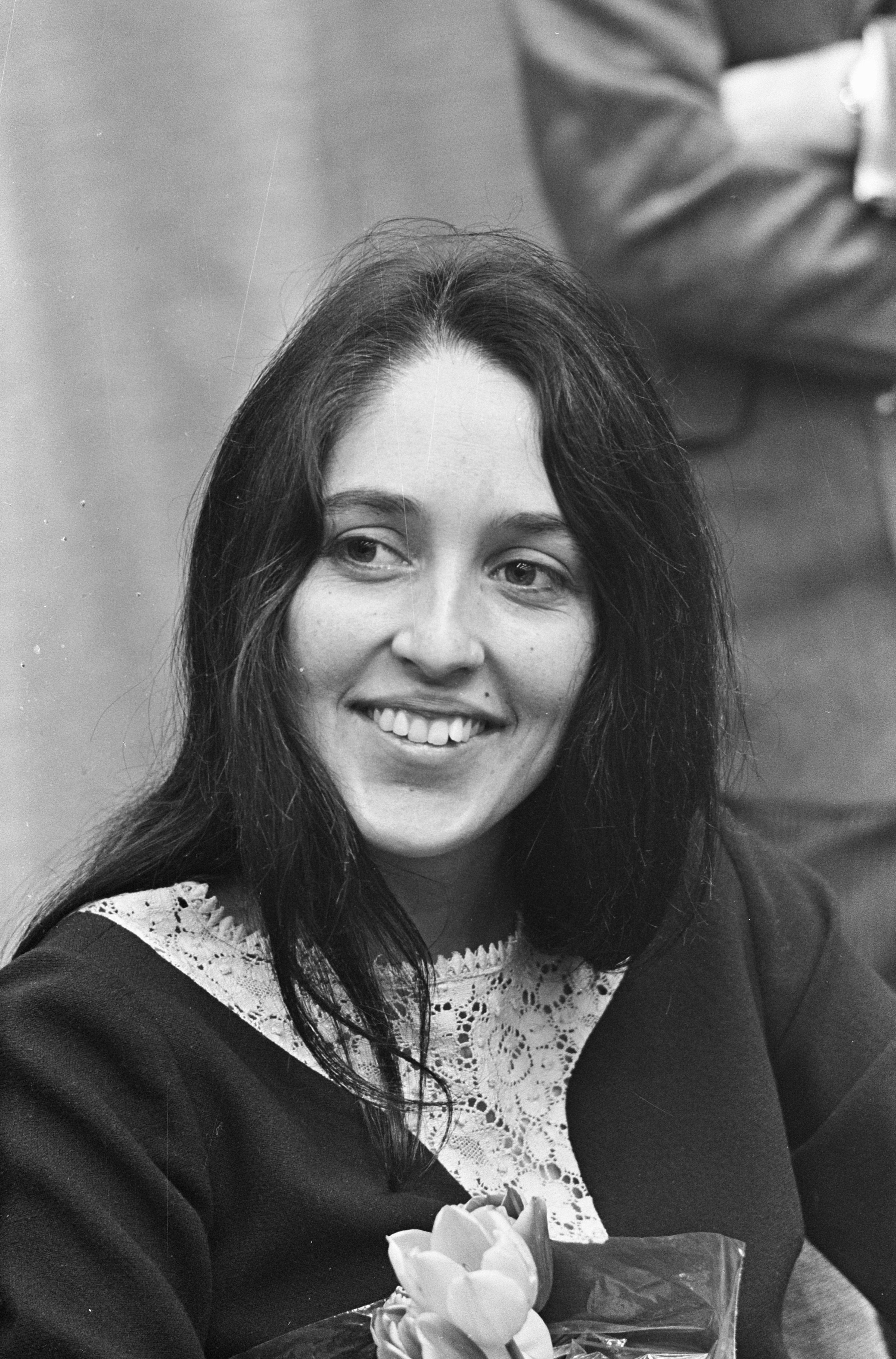
Joan Baez nel 1966

## Biografia

### Infanzia
Nacque nel borough newyorkese di Staten Island in una famiglia di origine scozzese-messicana.
A causa del lavoro di Albert nell'assistenza sanitaria e nell'UNESCO, la famiglia si spostò di frequente, sia attraverso gli Stati Uniti d'America, sia in Francia, in Svizzera, in Italia e in Vicino Oriente, incluso l'Iraq, dove vissero nel 1951. Joan, allora di soli dieci anni, fu molto colpita dalla povertà e dalle condizioni di vita della popolazione di Baghdad. Vide animali e persone picchiati a morte, bambini senza gambe che chiedevano l'elemosina. Anni dopo scrisse che sentiva una certa affinità con quei mendicanti e che la sofferenza della gente di Baghdad divenne una parte di lei. Dopo essersi trasferita negli USA, la Baez è stata oggetto di discriminazione razziale per le sue origini messicane.

### Carriera musicale

#### Primi anni
Un amico del padre le regalò un ukulele; imparò a suonare quattro accordi, cosa che le permise di suonare il rhythm and blues, che ascoltava a quell'epoca nonostante le grosse paure dei genitori che pensavano che la musica l'avrebbe portata nel giro della droga. All'età di otto anni, ascoltò per la prima volta un concerto del musicista folk Pete Seeger e rimase fortemente attratta da questa musica, imparando presto a suonare i brani del repertorio di Seeger. Una delle sue prime performance pubbliche fu a Saratoga in California, per un gruppo giovanile di Temple Beth Jacob, una congregazione di Redwood City. Un filmato in 8mm di quell'esibizione è stato recentemente scoperto. Nel 1957 Joan acquistò la sua prima chitarra Gibson per 50 dollari. Nello stesso anno compì il suo primo atto di disobbedienza civile rifiutandosi di lasciare la sua scuola (la Palo Alto High School) per un'esercitazione antiaerea.

#### La scena musicale in Massachusetts
Nei tardi anni cinquanta Albert Baez accettò un lavoro al MIT di Boston, dove si trasferì con la famiglia. In quel periodo la città era al centro della scena musicale folk. Joan iniziò a frequentare la locale università e a esibirsi nei club della zona, spesso al Club 47 Mount Auburn di Cambridge (in cui suonò per la prima volta nel 1958), dove veniva pagata 20 dollari a serata per due sere a settimana. All'epoca pensò di cambiare il suo nome in Rachel Sandperl (Sandperl era il cognome del suo insegnante del liceo e mentore, il pacifista Ira Sandperl) o Mariah (dalla canzone They Call the Wind Maria del The Kingston Trio), ma poi pensò che l'avrebbero accusata di rinnegare il suo nome ispanico.
Con altri artisti che si esibivano al club incise il suo primo disco, Folksingers 'Round Harvard Square. Più tardi Joan incontrò Bob Gibson e la regina della musica folk Odetta, che Joan definisce come sua maggiore ispiratrice assieme a Marian Anderson a Pete Seeger. Gibson invitò Joan Baez a cantare con lui nel 1959 al Newport Folk Festival, dove interpretarono due duetti: Virgin Mary Had One Son e We Are Crossing Jordan River; in seguito all'esibizione molti iniziarono a parlare della "Madonna scalza" con una voce straordinaria; l'esibizione fece ottenere a Joan un contratto con la Vanguard Records. Anche se la Columbia Records aveva tentato di scritturarla, la Baez dichiarò in seguito che sentiva che una casa discografica minore le avrebbe dato maggiore libertà.

#### Il debutto e gli anni sessanta

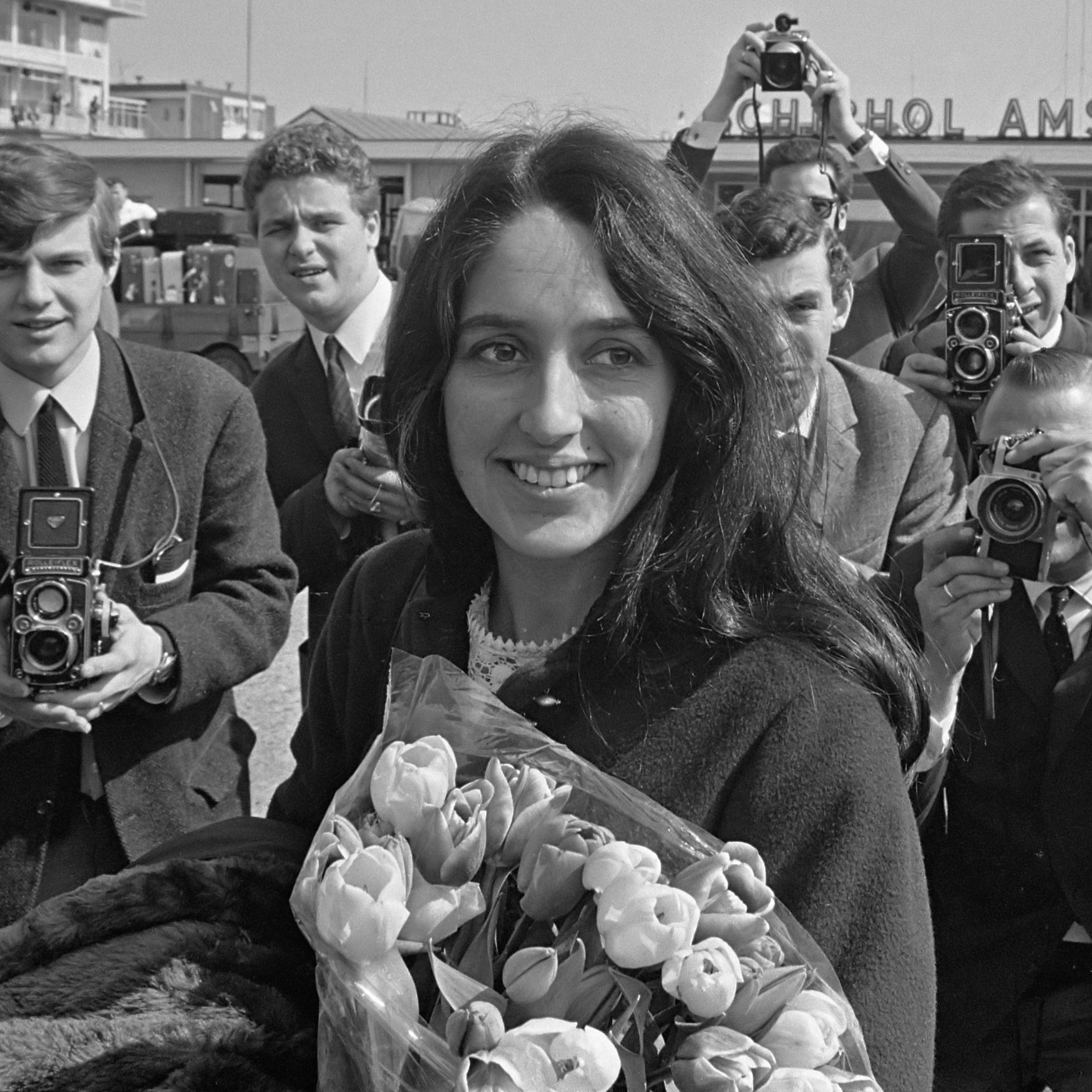
La Baez nel 1966

La carriera artistica di Joan inizia nel 1959, con la sua partecipazione al Newport Folk Festival e l'incisione, l'anno successivo, del suo primo album, Joan Baez, per la Vanguard Records. Era una raccolta di ballate folk e blues eseguite per sola voce e chitarra, che trovò un moderato successo di pubblico. L'album venne prodotto da Fred Hellerman, dei The Weavers, che produsse molti album di Joan Baez. L'album contiene molte celebri Child Ballads come "Mary Hamilton" e fu inciso in soli 4 giorni nella sala da ballo del Manhattan Towers Hotel di New York. L'album include anche il brano in spagnolo El Preso Numero Nueve, che sarebbe poi apparso nel 1974 nell'album in spagnolo Gracias a la vida.
Il suo secondo disco, Joan Baez, Vol. 2 (1961) diventa disco d'oro, così come i successivi dischi dal vivo Joan Baez in Concert, Part 1 e Part 2 pubblicati nel 1962 e 1963. Joan Baez, Vol. 2 contiene brani tradizionali, mentre i due dischi live, a differenza dei normali album live, contengono solo brani inediti; in quel concerto per la prima volta la Baez interpretò anche una cover di Bob Dylan. In quegli anni Joan Baez emerge come esponente del revival del root-folk statunitense, presentando ai suoi concerti un allora meno famoso Bob Dylan (col quale rimase sentimentalmente legata dal 1962 al 1965) e ispirando altre cantanti quali Joni Mitchell, Bonnie Raitt, Emmylou Harris e Judy Collins.
Joan Baez inizia ad avere successo commerciale con il brano There but for Fortune, scritto da Phil Ochs, che entra nella top ten nel Regno Unito nel 1965. Influenzata dalla cosiddetta British invasion, inizia a fare un maggiore uso della chitarra acustica nell'album Farewell, Angelina, che contiene molti brani di Bob Dylan interpretati in chiave più tradizionale. Dopo essersi affermata nello stile della "folksinger with guitar", la Baez decide di sperimentare e si affida al compositore Peter Schickele, che fornisce un'orchestrazione classica ai suoi tre album successivi: Noël (del 1966, che contiene carole natalizie in inglese, tedesco e francese), Joan (1967) e Baptism (del 1968, un album concettuale dove la Baez alterna il canto alla lettura di poesie di James Joyce, Federico García Lorca e Walt Whitman).

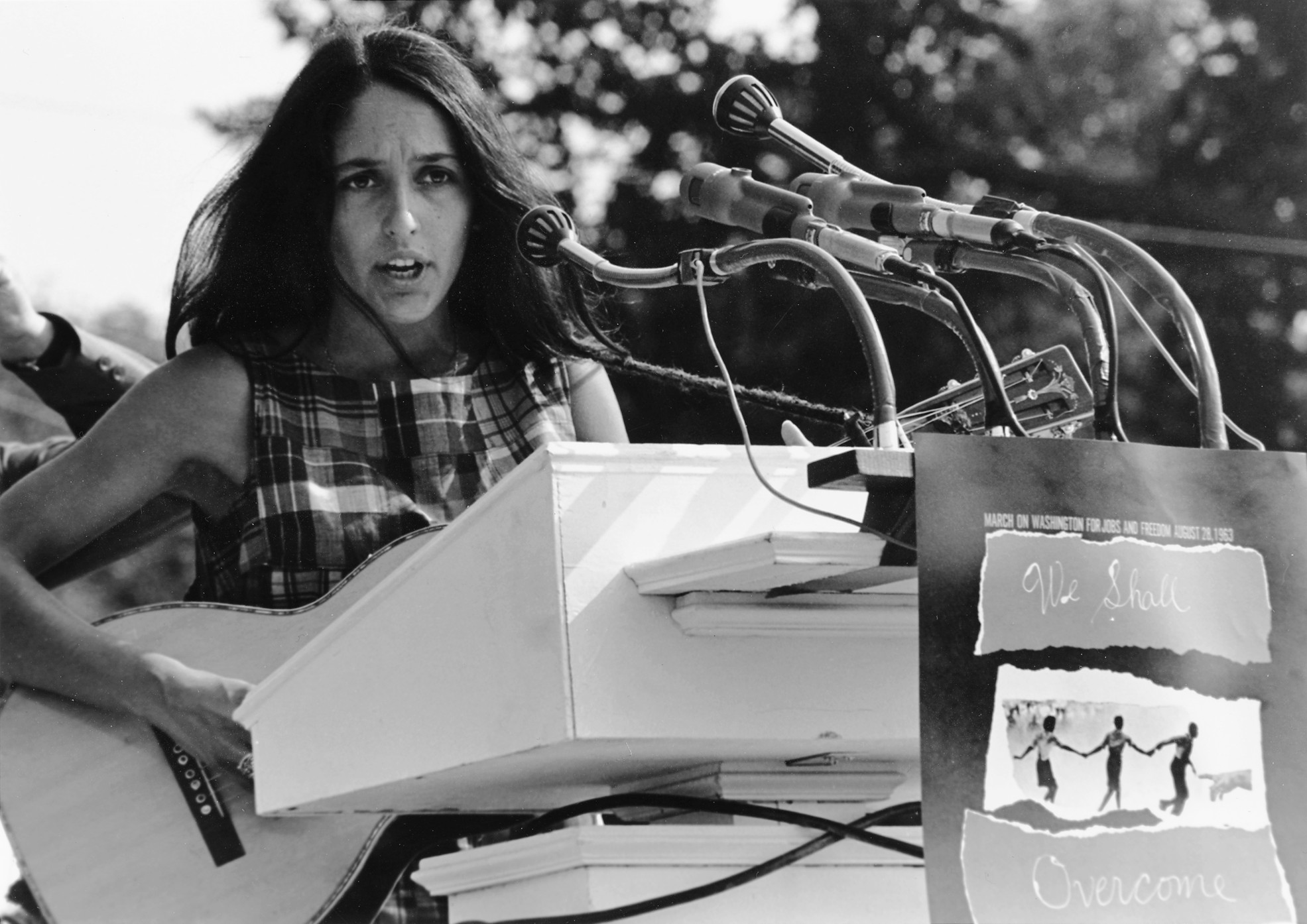
Joan Baez alla marcia per i diritti civili a Washington (1963)

Durante questo periodo, in cui la guerra del Vietnam e la lotta per i diritti civili negli Stati Uniti diventano temi al centro dei dibattiti politici e sociali, Joan Baez comincia a spostare la sua attenzione su di essi, fino a rendere la sua musica e il suo attivismo politico sostanzialmente inseparabili. La sua esecuzione di We Shall Overcome alla marcia di Martin Luther King a Washington la unisce definitivamente a quell'inno.
Iniziò inoltre nei suoi concerti a esprimere più esplicitamente la propria contrarietà alla guerra in Vietnam (anche attraverso il brano pacifista di Pete Seeger Where Have All the Flowers Gone?) annunciando pubblicamente la propria obiezione fiscale alle spese militari, rifiutandosi di pagare il 6% delle tasse – la quota destinata al ministero della difesa – e incoraggiando l'obiezione di coscienza al servizio militare. Nel 1965 fonda l'Institute for the Study of Nonviolence.
Nel 1968 sposa David Harris, un esponente del movimento pacifista imprigionato per la sua renitenza alla leva; il matrimonio durerà fino al 1973 e dall'unione nascerà un figlio. Harris, fan di musica country, sposta lo stile di Joan verso il country-rock più complesso di David's Album. Nel 1968 a Nashville incide due album: Any Day Now (un disco composto esclusivamente da cover di Dylan, fra cui il brano Love Is Just a Four-Letter Word, mai inciso da Dylan) e l'album country David's Album. Sempre in quell'anno pubblica la sua prima autobiografia, Daybreak.
Nel 1969 Joan Baez si esibisce al festival di Woodstock, ottenendo una risonanza musicale e politica a livello planetario, in special modo dopo la diffusione dell'omonimo film-documentario dedicato al festival. Da allora la Baez venne soprannominata l'usignolo di Woodstock. Negli anni sessanta la Baez inizia a comporre alcune canzoni, a cominciare da Sweet Sir Galahad e A Song for David (scritta dopo l'arresto del marito per diserzione).

#### Anni settanta

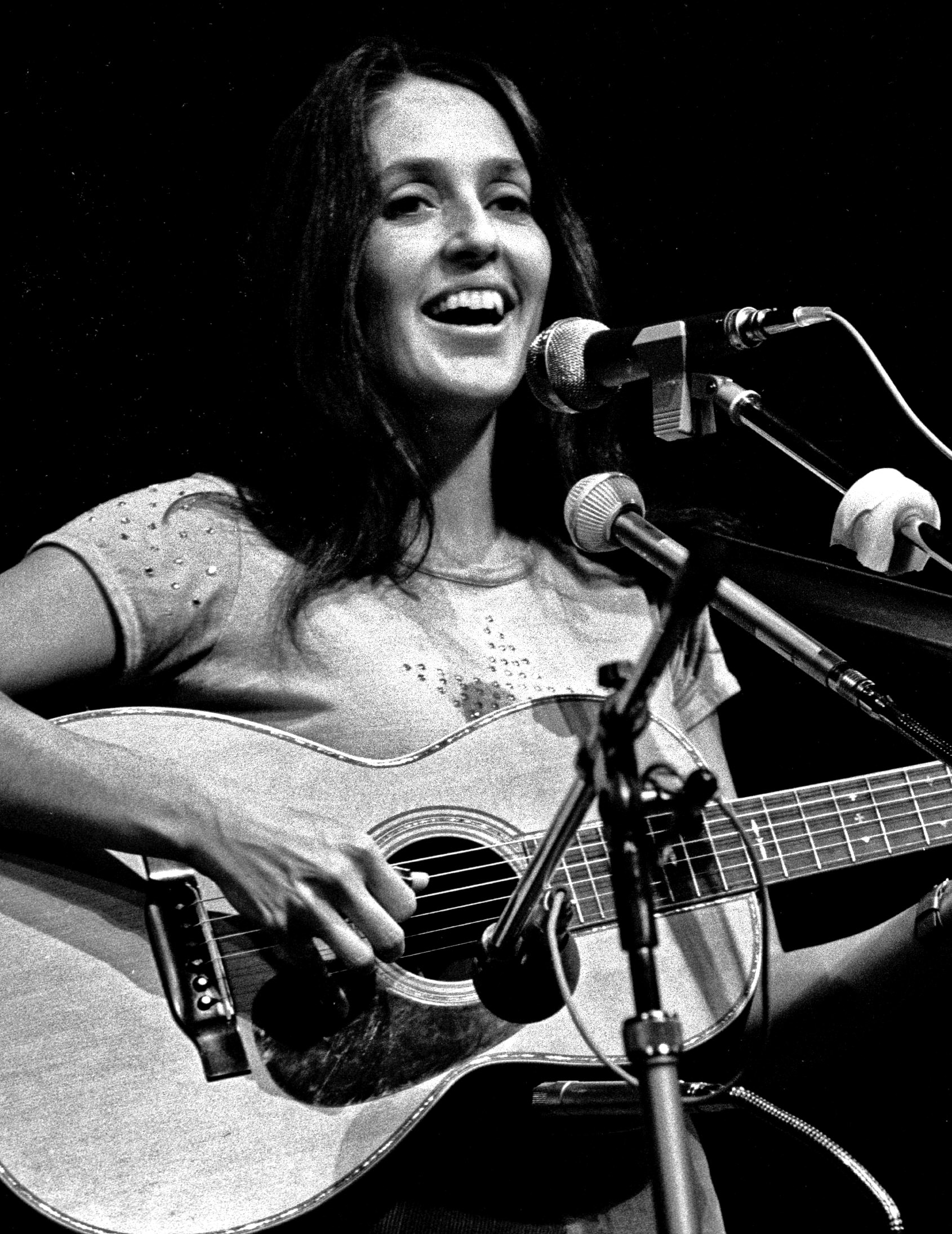
Joan Baez in concerto ad Amburgo (1973)

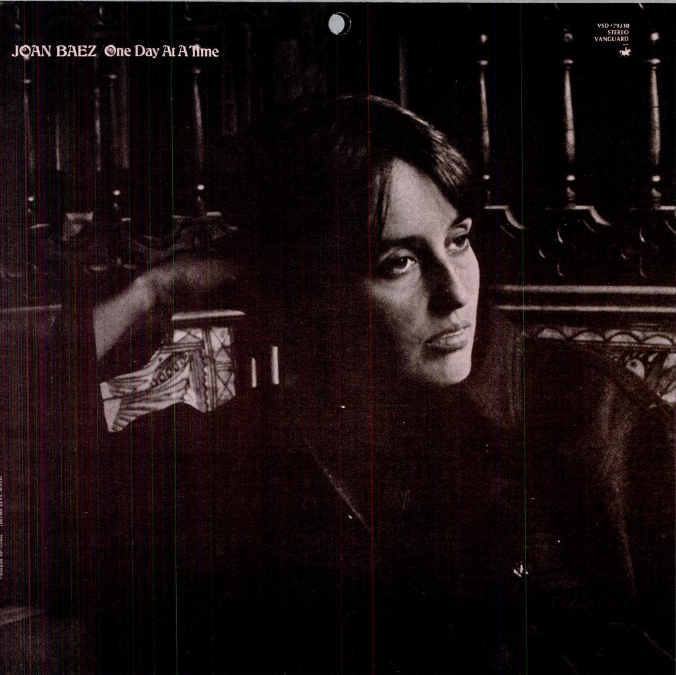
Copertina dell'album One Day at a Time (1970)

Dopo undici anni con la Vanguard Records, nel 1971 Joan abbandona la casa discografica che l'aveva lanciata, dopo l'album Blessed Are..., che contiene la hit di successo scritta da Robbie Robertson, The Night They Drove Old Dixie Down, cover della Band. Nel 1972 con l'album Come from the Shadows, la Baez passa alla A&M Records, dove resta per quattro anni e sei album. Nel 1971 lavora assieme al compositore Peter Schickele nei brani Rejoice in the Sun e Silent Running, per la colonna sonora di 2002: la seconda odissea, film della Universal Studios.
Nel 1971 collabora con Ennio Morricone alla colonna sonora del film di Giuliano Montaldo, Sacco e Vanzetti, componendo e cantando brandi di grande successo come la marcia Here's to You e La ballata di Sacco e Vanzetti, dedicati ai due attivisti anarchici italiani Nicola Sacco e Bartolomeo Vanzetti processati per un omicidio mai commesso e giustiziati nel 1927 senza alcuna prova; opere che contribuirono al grande successo del film il quale, a sua volta, rinnovò le pressioni dell'opinione pubblica mondiale che portarono nel 1977, alla riabilitazione delle due vittime.
Il brano-inno di successo Here's to You arriva primo in Francia per quattro settimane ed è oggetto, fra l'altro, di molte cover in diverse lingue.
L'album del 1973 Where Are You Now, My Son? contiene il brano omonimo di 23 minuti che copre l'intero lato B dell'album, un brano metà cantato e metà recitato, che documenta l'avventura vietnamita della Baez nel 1972 quando, durante il Natale, si unisce a una delegazione pacifista che attraversa il Vietnam del Nord sia per chiedere il rispetto dei diritti umani nello stato, sia per consegnare la posta e gli auguri natalizi ai prigionieri di guerra statunitensi.
Durante il suo soggiorno si scatena su Hanoi il "bombardamento di Natale" ordinato da Richard Nixon: per undici giorni la città viene bombardata ininterrottamente.
Nel 1974 incide l'album in lingua spagnola Gracias a la vida, dove interpreta canzoni tradizionali sudamericane, fra cui il brano Gracias a la vida di Violeta Parra che dà il titolo all'album, che riscuote un enorme successo negli Usa e in Sudamerica. Nel 1975 incide il suo album più venduto, Diamonds & Rust, con il brano che dà il titolo all'album, un racconto della sua relazione finita male con Bob Dylan. Dopo l'album Gulf Winds, totalmente scritto da lei, e l'album live From Every Stage, passa alla CBS Records per la quale incide nel 1977 Blowin' Away e nel 1979 Honest Lullaby.
Nei primi anni settanta, Joan dedica molto del suo tempo a sostenere la fondazione della branca statunitense di Amnesty International. Denuncia inoltre le violazioni dei diritti umani nel Vietnam comunista attraverso la pubblicazione (il 30 maggio 1979) di una lettera aperta in cui accusa il regime di avere creato un incubo. Si reca nel 1981 in Cile, Brasile e Argentina, ma in nessuno dei tre paesi le viene permesso di esibirsi: i governi locali non desiderano che le sue opinioni sulla tortura e sulle sparizioni raggiungano il vasto pubblico. Un film dello sfortunato tour, There but for Fortune è stato trasmesso dal canale televisivo pubblico statunitense (la Public Broadcasting Service) nel 1982.

#### Anni ottanta e novanta

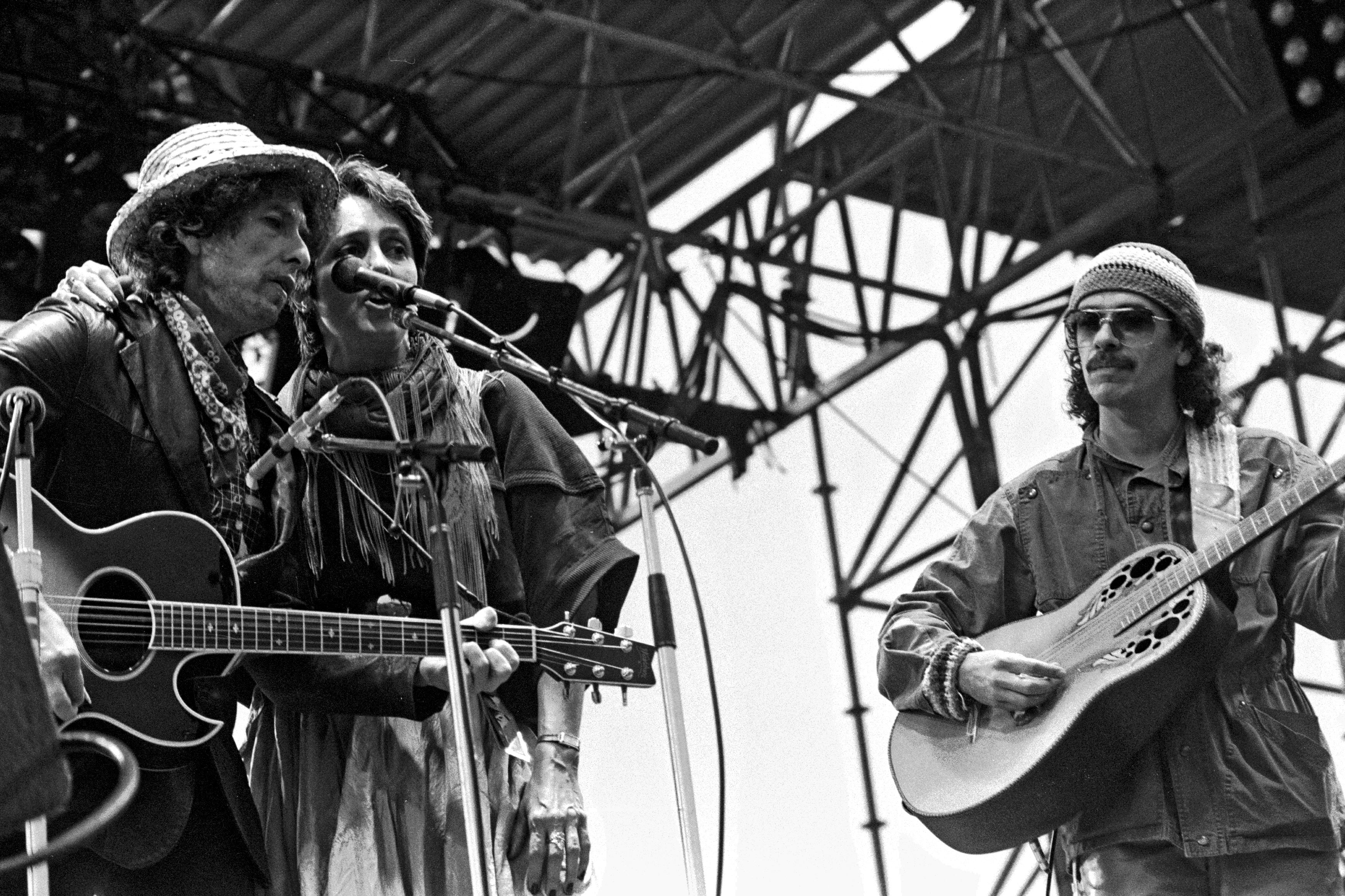
Joan Baez fra Dylan e Santana (1984)

Nel 1980 riceve la laurea honoris causa in lettere dalla Antioch University e Rutgers University per l'attivismo politico e l'"universalità della sua musica". Nel 1983 per la prima volta partecipa ai Grammy Awards interpretando il brano di Bob Dylan, Blowin' in the Wind, cantata da lei per la prima volta nel 1968. Apre la parte di concerto di Filadelfia del Live Aid del 1985 e tiene negli anni successivi diversi concerti a sostegno di altre cause civili, tra cui l'attività di Amnesty International.
Nel 1984 si ritrovò senza una casa discografica che le producesse l'album Live-Europe '83 e rimase senza casa discografica negli USA fino all'album del 1987 Recently, prodotto dalla Gold Castle Records. Nel 1987 la sua seconda autobiografia And a Voice to Sing With venne inserita dal New York Times fra i bestseller dell'anno. In quegli anni tenne concerti pacifisti in Israele e nella Striscia di Gaza.
Il 26 giugno 1989 allo Stadio Braglia di Modena la cantante partecipa a un concerto insieme a Francesco De Gregori e Tracy Chapman in favore di un fondo costituito dalla regione Emilia-Romagna per la costruzione di un ospedale in Armenia in cui fra le tante canzoni De Gregori e la Baez hanno cantato assieme anche The Boxer di Simon & Garfunkel.
Nel 1988 realizza il tour Three Voices (pubblicato sull'omonimo DVD), assieme alla cantante popolare e attivista argentina Mercedes Sosa e al cantautore tedesco Konstantin Wecker. In quel tour la Baez interpreta, fra gli altri brani, la composizione di Sting dedicata alle donne vittime del regime cileno, Ellas danzan solas; fra i duetti con gli altri due colleghi, spicca l'indimenticabile interpretazione di Gracias a la vida, il brano di Violeta Parra che la Baez aveva già inciso nell'omonimo album e che ora reinterpreta, con un nuovo arrangiamento, assieme a Mercedes Sosa, anche lei celebre interprete del brano.
Nel 1989 si esibisce a un festival musicale comunista in Cecoslovacchia, il Bratislavská lýra e in quell'occasione incontra il futuro presidente Václav Havel, a cui permise di trasportare la sua chitarra, per evitare che venisse arrestato dagli agenti governativi. Durante la performance, salutò i membri del movimento Charta 77, un gruppo dissidente per i diritti umani; il suo microfono venne staccato improvvisamente e la Baez proseguì il concerto a cappella. Havel indica Joan Baez come una grande ispirazione per la Rivoluzione di velluto che portò al rovesciamento del regime comunista nel paese. Joan incise altri due album con la Gold Castle, Speaking of Dreams (1989) e la raccolta Brothers in Arms (1991), dopodiché passò alla Virgin Records per incidere Play Me Backwards nel 1992, prima che la compagnia venisse rilevata dalla EMI.
Con la Guardian incise l'album dal vivo Ring Them Bells nel 1995 e l'album in studio Gone from Danger nel 1997. Nel 1993 viaggia in Bosnia ed Erzegovina per sensibilizzare sulle sofferenze della popolazione. È stata la prima artista a esibirsi a Sarajevo dallo scoppio della guerra civile. Nell'ottobre 1993 è la prima artista a esibirsi professionalmente nell'ex penitenziario di Alcatraz a San Francisco per l'associazione di beneficenza della sorella, Mimi Fariña, Bread and Roses. Tornerà nuovamente ad Alcatraz nel 1996.

#### Anni duemila

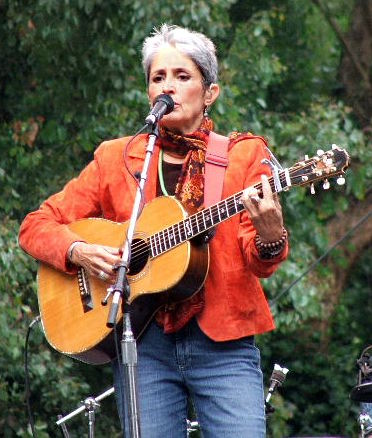
Joan Baez a San Francisco (2005)

Nel 2001 la Vanguard Records ha nuovamente pubblicato i primi tredici album di Joan Baez, incisi fra 1960 e 1971. Il suono è in digitale e sono presenti delle bonus track inedite e delle note scritte da Arthur Levy. Allo stesso modo i suoi sei album con la A&M sono stati pubblicati nel 2003. Nel 2003 è stata giudice del 3º Independent Music Awards per supportare gli artisti indipendenti. L'album del 2003, Dark Chords on a Big Guitar, contiene brani composti da artisti molto più giovani; dal concerto del novembre 2004 alla Bowery Ballroom di New York è stato inciso l'album live Bowery Songs (2005).
Nell'agosto del 2005 partecipa in Texas al movimento di protesta pacifista avviato da Cindy Sheehan, il mese successivo canta Amazing Grace durante il "Burning Man Festival" come parte di un tributo alle vittime dell'uragano Katrina e nel dicembre 2005 partecipa alla protesta contro l'esecuzione di Tookie Williams. Nel 2006 assieme a Julia Butterfly Hill va a vivere su un albero in un parco collettivo di 5,7 ettari dove dal 1992 circa 350 immigrati latino-americani vivono coltivando frutta e verdura. Lo scopo è protestare contro lo sfratto degli abitanti per abbattere il parco e costruire uno stabilimento industriale. È anche molto attiva nella protesta contro l'invasione americana dell'Iraq, e durante i due mandati di George W. Bush aprirà tutti i suoi concerti all'estero con la frase, ogni volta nella lingua locale, «Chiedo scusa per quello che il mio governo sta facendo al mondo».
Fra i brani del periodo c'è anche Christmas in Washington di Steve Earle, in cui la Baez chiede ai vecchi miti e compagni di lotta (Malcolm X, Martin Luther King, Emma Goldman, Joe Hill; nella versione live Emma Goldman viene sostituita con Mahatma Gandhi) di tornare per aiutarla a resistere. Il 13 gennaio 2006 canta al funerale del cantante Lou Rawls, accompagnata da Jesse Jackson, Stevie Wonder e altri nell'esecuzione di Amazing Grace. Il 6 giugno si unisce a Bruce Springsteen nel suo concerto a San Francisco e insieme interpretano il brano di Springsteen Pay Me My Money Down.
A settembre incide una nuova versione live del suo brano Sweet Sir Galahad per l'XM Artist Confidential CD di Starbucks. In questa nuova versione cambia le parole "here's to the dawn of their days" in "here's to the dawn of her day", come omaggio alla defunta sorella Mimi Fariña; il brano del 1969 infatti parla della relazione della sorella con il secondo marito, Milan Melvin. Sempre nel 2006, a sorpresa, la Baez appare alla cerimonia d'apertura della conferenza internazionale Forum 2000 a Praga; l'esibizione della Baez è stata tenuta nascosta all'ex presidente Václav Havel finché non è salita sul palco, in quanto Havel è un grande ammiratore dell'artista sia musicalmente sia politicamente.

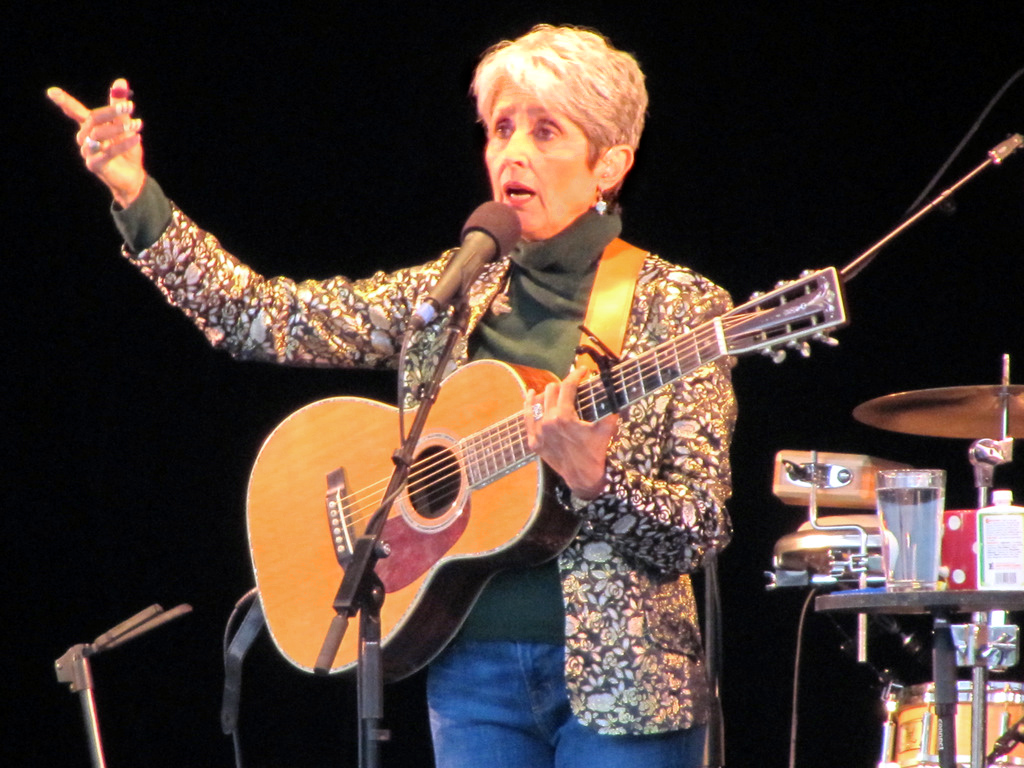
La Baez in concerto a Seattle (2009)

Durante la successiva visita della Baez a Praga, nel 2007, i due si sono reincontrati e la Baez si è esibita al "Lucerna hall", un edificio costruito dal nonno di Havel. A dicembre 2006 è apparsa al concerto di natale dell'Oakland Interfaith Gospel Choir a Oakland (California), al teatro Paramount; in quell'occasione ha cantato Let Us Break Bread Together, Amazing Grace e O Holy Night.
Nel 2006 viene annunciata la nuova edizione dell'album del 1995 Ring Them Bells, che contiene memorabili duetti con Dar Williams, Mimi Fariña, The Indigo Girls e Mary Chapin Carpenter, assieme a un libretto di 16 pagine e 6 altri brani, fra cui Love Song to a Stranger, You Ain't Goin' Nowhere, Geordie (nella versione solista in inglese), Gracias a la vida, The Water Is Wide e Stones in the Road. Nel 2007 viene pubblicato un duetto della Baez con John Mellencamp, dal titolo Jim Crow, disponibile sull'album di Mellencamp, Freedom Road. Sempre nel 2007, la Baez ha ricevuto il Grammy Lifetime Achievement Award ed è apparsa alla cerimonia dei Grammy, presentando la performance delle Dixie Chicks.
Il 22 luglio 2008 la Baez si è esibita, assieme a Vinicio Capossela, nell'evento Live for Emergency in Piazza San Marco a Venezia per sostenere Gino Strada ed Emergency. In agosto, a Santa Monica, si è esibita in un duetto con Gerry Marsden dei Gerry and the Pacemakers nel brano di Hedy West, 500 Miles. Nell'ottobre 2008 ha poi presentato il nuovo album Day After Tomorrow, prodotto da Steve Earle, nel corso della trasmissione Che tempo che fa di Fabio Fazio, dove ha interpretato dal vivo Un mondo d'amore. L'album è stato il suo maggiore successo commerciale dal 1979 (Honest Lullaby) ed è stato candidato a un Grammy.

## Impegno politico e sociale

### Anni cinquanta
Nel 1956 Joan ascoltò per la prima volta Martin Luther King parlare di non violenza e diritti civili, alcuni anni dopo i due sarebbero diventati amici e avrebbero marciato assieme in molte manifestazioni. Nel 1957, a sedici anni, Joan commette il primo atto di disobbedienza civile, rifiutando di lasciare la sua classe alla Palo Alto Senior High School nella California del nord, per una simulazione di evacuazione per attacco aereo; al suono della campanella gli studenti dovevano tornare al loro rifugio antiaereo e fingere di essere sopravvissuti a un attacco nucleare. Ritenendolo un atto di propaganda governativa, la Baez proseguì a leggere il suo libro rifiutandosi di lasciare l'aula e venne punita dagli insegnanti e ostracizzata dalla comunità come sospetta "infiltrata comunista".

### Diritti civili

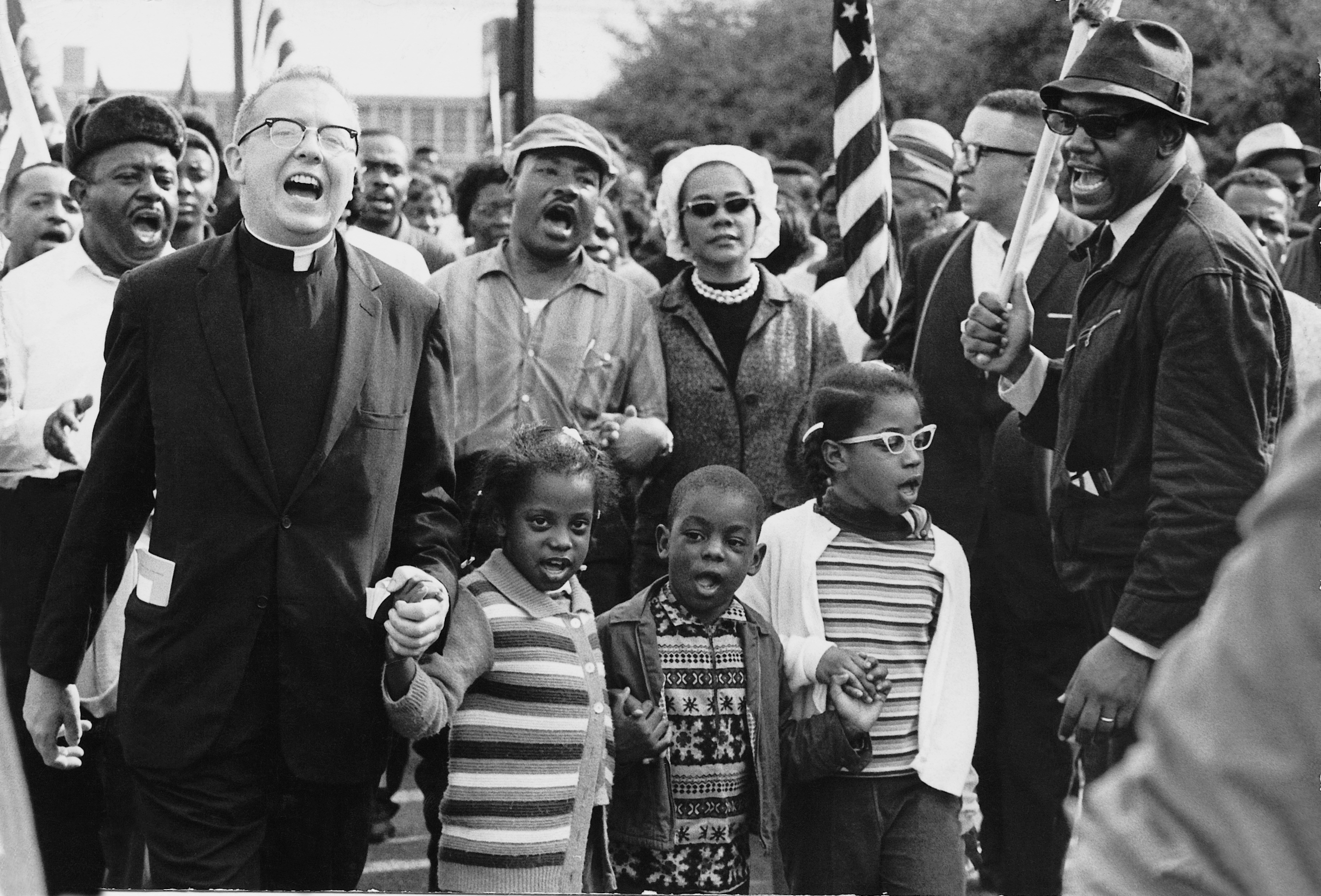
Partecipanti alla marcia Selma-Montgomery (1965)

Negli anni del movimento per i diritti civili, Joan affiancò Martin Luther King per la protezione degli studenti afroamericani a Grenada, nel Mississippi, e si unì a King nella sua marcia da Selma a Montgomery (marcia citata nel brano Christmas Time in Washington), in Alabama, cantando per i partecipanti nella città di St. Jude, dove si erano accampati per la notte. La registrazione del brano Birmingham Sunday (scritta dal cognato Richard Fariña), è parte della colonna sonora del film di Spike Lee 4 Little Girls su quattro ragazze uccise in un attentato a una chiesa afroamericana da parte di un gruppo razzista nel 1963.
Alla marcia su Washington, Martin Luther King fa riferimento più volte a Joan Baez e alla sua interpretazione dell'inno dei diritti civili, scritto da Pete Seeger, We Shall Overcome. Lo cantò di nuovo alla Sproul Plaza durante le manifestazioni alla UC Berkeley e in molte altre proteste. Nel 1966 Joan Baez si schierò con Cesar Chavez e i contadini immigrati della California nella loro lotta per migliori condizioni di lavoro; Joan cantò in sostegno della United Farmworkers Union (UFW) nel 1966, e nel 1972 fu al fianco di Chavez durante i suoi 24 giorni di digiuno; l'interpretazione di We Shall Overcome durante il digiuno è inserita nel film sulla UFW Si Se Puede (It Can Be Done).

### Guerra in Vietnam

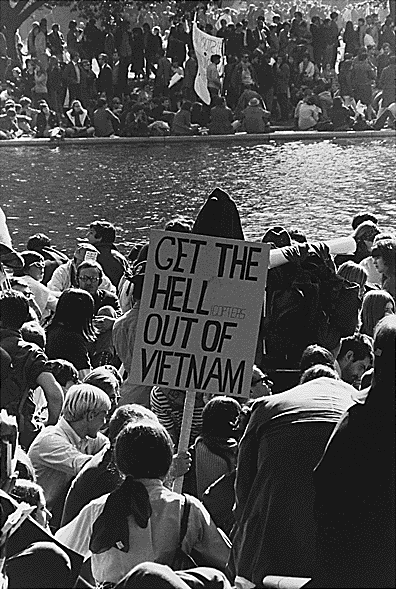
Manifestazione pacifista a Washington (1967)

Sempre presente alle marce dei diritti civili, il suo impegno è aumentato con la guerra in Vietnam. Nel 1964 incitò pubblicamente alla resistenza fiscale, trattenendo il 6% delle sue tasse, la percentuale normalmente destinata ai fondi militari. Nel 1965, assieme al suo mentore Ira Sandperl, fondò l'Istituto per lo studio della Nonviolenza e nei suoi concerti incitava alla diserzione. Arrestata due volte nel 1967 per aver bloccato l'ingresso dell'Armed Forces Induction Center di Oakland, in California, è rimasta in carcere per più di un mese.
Ha partecipato a molte marce contro la guerra, proteste a New York organizzate dal Vietnam Peace Parade Committee, a cominciare dalla Fifth Avenue Peace Parade del marzo del 1966, e altre importanti iniziative fra cui nel 1967 un libero concerto al Monumento a Washington, contestato dal movimento conservativo delle Daughters of the American Revolution e che attrasse 30.000 persone per ascoltare il messaggio pacifista della Baez, ancora nel 1969 le proteste del Moratorium to End the War in Vietnam, fino alla celebrazione di Phil Ochs, "The War is Over", nel maggio 1975 a New York.
Nel Natale 1972, si unì a una delegazione pacifista (fra cui vi era l'avvocato per i diritti umani Telford Taylor), che attraversava il Vietnam del Nord, per sostenere i diritti umani e per consegnare la posta di natale ai prigionieri di guerra americani. Mentre si trovava ad Hanoi vi fu il "Bombardamento di Natale" durante il quale la città venne bombardata ininterrottamente per 11 giorni. Negli anni settanta aiutò la fondazione di una sezione americana di Amnesty International.
Le sue critiche alle violazioni dei diritti umani da parte del governo vietnamita la resero sempre più critica del regime e il 30 maggio 1979 pubblicò su quattro grandi giornali americani un'inserzione pubblicitaria di una pagina intera, denunciando la barbarie del regime comunista, il che l'allontanava da parte della sinistra americana che sosteneva in tutto e per tutto il governo vietnamita. In una lettera di risposta, Jane Fonda disse che non aveva le prove delle denunce della Baez relative alle atrocità del Partito Comunista di Kampuchea.

### Diritti umani
La sua esperienza in Vietnam la porta a fondare il suo proprio gruppo per la difesa dei diritti umani, Humanitas International, che si occupa di denunciare le oppressioni dei governi sia di destra che di sinistra. Nel 1981 le sue critiche ai diritti umani di Cile, Brasile e Argentina le impediscono di esibirsi in quei paesi; mentre si trovava in queste nazioni venne tenuta sotto sorveglianza e minacciata di morte. Incise anche un album di cover di musicisti cileni, Gracias a la vida, dedicato ai cileni e alla memoria di Salvador Allende, avvenuta nel golpe voluto dalla CIA e dall'amministrazione Nixon.
Un film dello sfortunato tour There but for Fortune, venne mostrato sulla PBS nel 1982. In seguito intraprese un secondo viaggio nel sudest asiatico per portare medicinali nella Cambogia occidentale e partecipò a una conferenza umanitaria delle Nazioni Unite a Kampuchea (Cambogia). Il 17 luglio 2006, la Baez ha ricevuto il Distinguished Leadership Award dalla Legal Community Against Violence ed è stata indetta una cena in suo onore per il suo impegno costante contro ogni tipo di violenza.

### Diritti di gay e lesbiche
Joan Baez ha avuto un grande ruolo nelle battaglie per i diritti civili degli omosessuali; nel 1978 si esibì in molti concerti di beneficenza contro la Proposizione 6 (detta anche "Iniziativa Briggs"), che proponeva il licenziamento di tutti gli insegnanti omosessuali dalle scuole pubbliche della California. Nello stesso anno partecipò a marce commemorative per Harvey Milk, legislatore di San Francisco assassinato da un ex collega. 
Negli anni novanta è apparsa assieme all'amica Janis Ian a un concerto di beneficenza per la National Gay and Lesbian Task Force, e si è esibita alla San Francisco Lesbian, Gay, Bisexual and Transgender Pride March. 
Il suo brano Altar Boy and the Thief, dall'album del 1977 Blowin' Away, è dedicato ai suoi fans gay.

### Cause ambientaliste
Il giorno dell'Earth Day, nel 1998, Joan Baez e l'amica Bonnie Raitt sono salite in cima a una sequoia per fare visita all'attivista ambientalista Julia Butterfly Hill, che si era accampata lì per proteggere l'albero dagli speculatori. Nel 2006, di nuovo assieme a Julia Butterfly Hill, va a vivere su un albero in un parco collettivo di 5,7 ettari dove dal 1992 circa 350 immigrati latino-americani vivono coltivando frutta e verdura. Lo scopo è protestare contro lo sfratto degli abitanti per abbattere il parco e costruire uno stabilimento industriale.

### Guerra in Iraq
Nel 2003 la Baez si è esibita davanti a centinaia di migliaia di persone in due proteste contro l'invasione statunitense dell'Iraq, a San Francisco (lo stesso aveva fatto nel 1991 per la Guerra del Golfo). Nell'agosto 2003, è stata invitata da Emmylou Harris (che definisce la Baez come la sua più grande ispiratrice) e Steve Earle a unirsi a loro a Londra al concerto per contro le mine antiuomo. Nel 2004 si è unita a Michael Moore nello Slacker Uprising Tour nei college statunitensi, incoraggiando i giovani a votare per candidati pacifisti. Nel 2005 la Baez è apparsa nella protesta contro la guerra in Texas, nata per iniziativa di Cindy Sheehan. Sempre nel 2005 ha cantato Swing Low, Sweet Chariot e Amazing Grace a Black Rock City durante il Burning Man Festival, come tributo alle vittime di New Orleans dell'Uragano Katrina, per poi continuare a esibirsi a Washington ad altre manifestazioni contro la guerra. Durante la presidenza Bush, in tutti i concerti la Baez dedica a Michael Moore il brano Joe Hill e, nelle date all'estero, prima di iniziare il concerto, dice nella lingua locale: «Chiedo scusa per quello che il mio governo sta facendo al mondo!»

### Opposizione alla pena di morte
Nel dicembre 2005, Joan Baez è apparsa alla protesta del Carcere di San Quintino in California, contro l'esecuzione di Tookie Williams. In quell'occasione ha cantato Swing Low, Sweet Chariot, la stessa canzone che aveva cantato, sempre a San Quintino, nel 1992 per protestare contro l'esecuzione di Robert Alton Harris, il primo uomo a essere ucciso in California dopo la reintroduzione della pena di morte.

### Povertà
Il 23 maggio 2006, la Baez si unì di nuovo a "Butterfly" Hill in un sit-in su una sequoia alla South Central Farm, in una periferia povera di Los Angeles e insieme vi hanno trascorso la notte, protestando contro l'espropriazione ai danni dei contadini e la demolizione della più grande fattoria della città. Poiché la maggior parte dei contadini sono immigrati sudamericani, la Baez interpretò molte volte brani dal suo album spagnolo del 1974 Gracias a la Vida, fra cui Gracias a la vida e No Nos Moverán.

### Elezioni presidenziali 2008

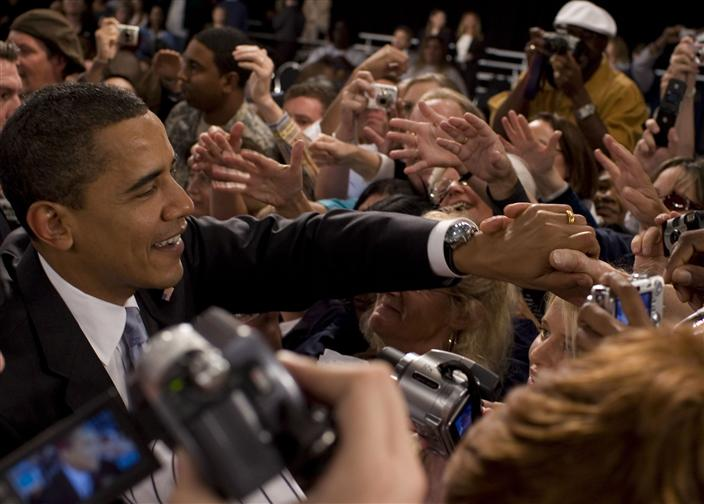
Obama, l'unico uomo politico per il quale Joan Baez si sia schierata

Nella sua carriera la Baez non si è mai lasciata coinvolgere dai partiti politici, ma il 3 febbraio 2008 scrisse una lettera all'editore del San Francisco Chronicle per sostenere Barack Obama nelle Elezioni presidenziali statunitensi del 2008. Scrisse: 
Suonando sul palco del Glastonbury Festival nel giugno 2008, la Baez disse che uno dei motivi per cui le piace Obama è che le ricorda un suo vecchio amico: Martin Luther King. Prima di Obama la Baez non aveva mai appoggiato un candidato politico, sebbene nella sua autobiografia E una voce per cantare (1987) abbia dichiarato di essere andata a votare due volte "contro Richard Nixon" (quindi, probabilmente per Hubert Humphrey e George McGovern).

### Popolo iraniano
Nel giugno 2009 pubblica su YouTube un video in cui canta We Shall Overcome con alcune strofe in farsi per solidarietà con il popolo iraniano durante la repressione delle manifestazioni di popolo contro le frodi elettorali del regime di Ahmadinejad. Lo ha registrato a casa sua e ha caricato il video su YouTube Joan Baez - We Shall Overcome (2009) - YouTube e sul suo sito personale.

## Vita privata

### Primi anni
Il suo primo vero ragazzo fu un giovane di nome Michael New, ai tempi del college. Anni dopo, nel 1979, le ispirò il brano Michael; era uno studente di Trinidad, Caraibi, il quale, come Joan, frequentava i corsi solo occasionalmente. A quei tempi però Baez era incapace di gestire sia una relazione sentimentale, sia la sua nascente carriera musicale; si lasciarono e si rimisero assieme varie volte, ma Michael non riusciva a convivere con il crescente successo locale di Joan e una sera Joan lo vide baciare un'altra donna, ma ciononostante rimasero insieme diverso tempo, anche dopo che i due si trasferirono assieme in California.
Nella sua autobiografia la Baez parla di un suo rapporto sentimentale giovanile con una donna. Aveva 19 anni e la storia durò per un anno. Negli anni sessanta ebbe una relazione con il giornalista italiano Furio Colombo.

### Bob Dylan

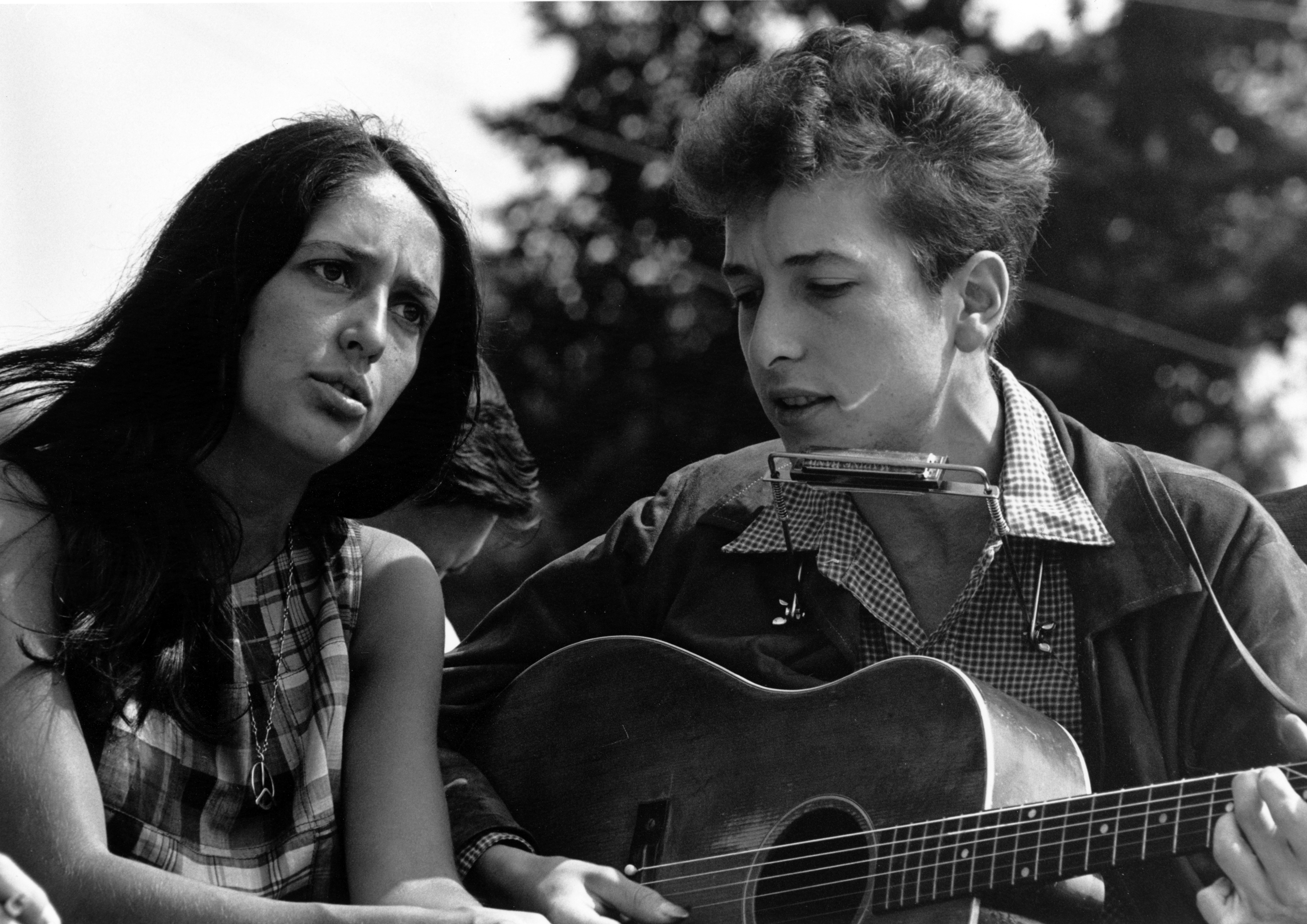
Joan Baez e Bob Dylan alla marcia per i diritti civili nel 1963

Joan incontrò Dylan per la prima volta nel 1961 al Gerde's Folk City del Greenwich Village. A quel tempo Joan aveva già pubblicato il suo album di debutto e la sua popolarità come "Regina del Folk" emergente stava crescendo. Baez inizialmente non fu affatto colpita da quel "montanaro urbano", ma rimase impressionata da una delle sue prime composizioni, Song to Woody, e gli disse di volerla incidere (anche se non lo fece mai).
Quanto a Bob, era più interessato alla sorella minore Mimi, ma sotto lo sguardo indiscreto dei media attorno a lui e Joan, il loro legame iniziò a diventare qualcosa di più. Nel 1963 Joan aveva già pubblicato tre album, due dei quali disco d'oro, e invitò Dylan a cantare al suo fianco al Newport Folk Festival, dove interpretarono assieme il brano di Dylan With God on Our Side, il primo di un'innumerevole serie di duetti fra i due. Normalmente durante il tour, Joan invitava Bob a cantare sul palco, sia con lei sia da solo.
Prima di incontrare Bob i brani della Baez erano Last Night I Had the Strangest Dream, We Shall Overcome e alcuni brani spirituals ma, come dichiarò lei più tardi, i brani di Dylan aggiornarono i suoi temi di protesta e richiesta di giustizia. Con il tour di Dylan del 1965 nel Regno Unito, dopo due anni di intensa relazione sentimentale con Joan, il rapporto cominciò a raffreddarsi; il tour e la fine del rapporto con Joan sono raccontati nel film documentario del regista e produttore D. A. Pennebaker Dont Look Back.
Nonostante le incomprensioni, alla fine i due seppellirono l'ascia di guerra e andarono in tour assieme, come parte del tour di Dylan Rolling Thunder Revue, nel 1975-76. Joan Baez ha interpretato anche il ruolo della "Donna in bianco" nel film di Bob Dylan del 1978 Renaldo and Clara. Dylan e la Baez (assieme a Carlos Santana) andarono in tour assieme nuovamente nel 1984. Le sue riflessioni su tale rapporto sono poi apparse nel documentario del 2005 di Martin Scorsese, No Direction Home: Bob Dylan
Joan Baez compose almeno due brani su Dylan. In To Bobby, del 1972, implorava Dylan di ritornare all'attivismo politico; nella celeberrima Diamonds & Rust, dall'omonimo album del 1975, ricorda in modo diretto ed esplicito i suoi sentimenti per lui. Quanto ai riferimenti alla Baez nei brani di Dylan, sono meno espliciti; Joan Baez stessa ha dichiarato che i brani Visions of Johanna e Mama, You Been on My Mind ne risentono, anche se il secondo era più influenzato dalla relazione di lui con Suze Rotolo. Sia per i brani Visions of Johanna e She Belongs to Me che per altri brani che si suppongono riferiti a Joan, né Dylan né i suoi biografi come Clinton Heylin o Michael Gray hanno mai dichiarato qualcosa di specifico.

### David Harris
Nell'ottobre del 1967 Joan Baez, sua madre e un'altra settantina di donne furono arrestate per aver bloccato l'ingresso di giovani reclute all'Oakland California induction center, in sostegno dei giovani che rifiutavano la leva. Furono incarcerate nella prigione di Santa Rita e lì Joan incontrò David Harris, il quale, pur trovandosi nel settore maschile, riuscì regolarmente a fare visita a Joan. All'uscita dal carcere, Joan si trasferì nella sua comune di oppositori alla leva nelle colline sopra Stanford. Dopo appena tre mesi dal loro primo incontro, decisero di sposarsi; la notizia fece impazzire letteralmente i media, la rivista TIME lo definì il matrimonio del secolo.
Dopo aver trovato un prete pacifista, una chiesa decorata con simboli della pace, in una cerimonia che unisse le religioni episcopale e quacchera, i due si sposarono a New York il 26 marzo 1968. L'amica e collega di Joan Judy Collins cantò alla cerimonia. Dopo il matrimonio, Joan Baez-Harris e il marito si trasferirono a Los Altos Hills in una tenuta di 10 acri (4 ettari) chiamata Struggle Mountain, parte di una comune dove si prendevano cura dei giardini e praticavano un rigido vegetarismo. Poco dopo il marito rifiutò la leva e venne arrestato. Il 15 luglio 1969 un'auto militare lo prelevò a Struggle Mountain, lasciando Joan sola e incinta.

Nonostante l'arresto del marito e la gravidanza palese, si esibì a Woodstock, dove cantò vari brani nel primissimo mattino. Carry It On, come dimostra il documentario prodotto dalla The New Film Company, Inc. e trasformato poi in una pièce teatrale. Il film documenta anche l'arresto di Harris e parte del successivo tour di Joan. Fra i brani di Joan scritti in questo periodo ci sono A Song for David, Myths, Prison Trilogy (Billy Rose) e Fifteen Months (i 15 mesi della detenzione di Harris). Il figlio, Gabriel Harris, nacque nel dicembre 1969. Harris venne rilasciato dal carcere del Texas, ma la relazione precipitò e la coppia divorziò nel 1973, mantenendo la custodia congiunta del figlio. Nella sua autobiografia Joan scrisse: 
 Non si è mai risposata.

### Relazioni successive
Ha frequentato, fra gli anni settanta e ottanta, il cofondatore della Apple, Steve Jobs. Molte fonti (fra cui il biografo Jeffrey Young) dichiarano che Jobs aveva pensato di chiederle di sposarlo, ma l'età di Joan (quasi 40), rendeva improbabile la possibilità per i due di avere figli. Baez parla di Jobs nella sua autobiografia And a Voice to Sing With. Joan Baez è stata legata sentimentalmente anche a Mickey Hart dei The Grateful Dead negli anni ottanta. Graham Nash, nella sua autobiografia Wild Tales, A Rock'n'roll in Life del 2013, tradotta in italiano come Wild Tales - La mia vita rock'n'roll, rivelò di una sua relazione con Stephen Stills: secondo quanto racconta Nash, la canzone Dark Star, pubblicata nell'album CSN del 1977 si riferirebbe proprio alla fine della relazione tra Stills e la Baez.

## Influenza culturale
Nella colonna sonora del film del 2004, Eulogy, è presente il brano Diamonds & Rust.
L'inno Here's to you (con musica di Ennio Morricone e testo della Baez), parte della colonna sonora del film del 1971 Sacco e Vanzetti, divenne un inno del movimento dei diritti civili ed è presente nella colonna sonora del film del 2004 Le avventure acquatiche di Steve Zissou, nel documentario del 1977 Deutschland im Herbst e recentemente nei videogiochi Metal Gear Solid 4: Guns of the Patriots e Metal Gear Solid V: Ground Zeroes.
Il fumettista Al Capp, creatore del fumetto Li'l Abner, negli anni sessanta esprimeva le sue idee destrorse con la satira del personaggio di Joan Baez nel personaggio della cantante folk "Joanie Phoanie", una comunista radicale che cantava canzoni sulla lotta di classe ma poi viaggiava in limousine e chiedeva alti compensi, impoverendo gli orfani. Capp faceva cantare al suo personaggio bizzarre canzoni come A Tale of Bagels and Bacon e Molotov Cocktails for Two. Nel 1966 la Baez si dichiarò sconvolta dalla parodia, ma recentemente ha detto di esserne più divertita. "Vorrei averne potuto ridere a quel tempo", ha scritto sotto una delle strisce del fumetto, riprodotta nella sua autobiografia. "Il signor Capp mi ha considerevolmente fraintesa. Mi spiace che non sia più in vita, l'avrebbe fatto ridere" (dall'autobiografia And a Voice to Sing With, 1987).
L'album satirico del 1972 National Lampoon's Radio Dinner include una parodia di Joan Baez, Pull the Triggers, Niggers ("premete il grilletto, negri", deliberatamente scritto sbagliato: "Pull the Tregroes"), interpretato alla maniera di Joan Baez da Diana Reed. La canzone fa riferimento all'episodio in cui l'ex compagno della Baez, Bob Dylan, aveva esplicitamente difeso le Pantere Nere e George Jackson, condannato per omicidio.
Spike Lee usa la cover di Joan Baez del 1964 del brano del cognato Richard Fariña, Birmingham Sunday, come sigla del suo film del 1997 film 4 Little Girls.
Il suo nome appare nella sezione "Ringraziamenti speciali" del film di Michael Moore Fahrenheit 9/11; in risposta nel 2003 la Baez ha dedicato a Moore l'album Dark Chords on a Big Guitar.

## Discografia

### Album in studio
- 1959 - Folksingers 'Round Harvard Square (Veritas Records, XTV 62202-3)
- 1960 - Joan Baez (Vanguard Records, VRS-9078/VSD-2077)
- 1961 - Joan Baez, Vol. 2 (Vanguard Records, VRS-9094/VSD-2097)
- 1962 - Joan Baez in Concert (Vanguard Records, VRS-9112/VSD-2122) Live
- 1963 - Joan Baez in Concert, Part 2 (Vanguard Records, VRS-9113/VSD-2123) Live
- 1964 - Joan Baez/5 (Vanguard Records, VRS-9160/VSD-79160)
- 1965 - Farewell, Angelina (Vanguard Records, VRS-9200/VSD-79200)
- 1966 - Noël (Vanguard Records, VRS-9230/VSD-79230)
- 1967 - Joan (Vanguard Records, VRS-9240/VSD-79240)
- 1967 - Joan Baez in Italy (Vanguard Records, VSD-33013) Live
- 1968 - Baptism: A Journey Through Our Time (Vanguard Records, VSD-79275)
- 1968 - Any Day Now (Vanguard Records, VSD 79306)
- 1969 - David's Album (Vanguard Records, VSD 79308)
- 1970 - One Day at a Time (Vanguard Records, VSD 79310)
- 1970 - 24 luglio 1970 Joan Baez all'Arena Civica di Milano (Vanguard Records, SVAL 33.019) Live
- 1970 - The First 10 Years (Vanguard Records, VSD-6560/1) Raccolta
- 1971 - Blessed Are... (Vanguard Records, VSD 6570/1)
- 1971 - Carry It On (Vanguard Records, VSD-79313) Colonna sonora
- 1972 - Come from the Shadows (A&M Records, SP-4339)
- 1972 - The Joan Baez Ballad Book (Vanguard Records, VSD-41/42) Raccolta
- 1973 - Where Are You Now, My Son? (A&M Records, SP-4390)
- 1973 - Hits/Greatest & Others (Vanguard Records, VSD-79332) Raccolta
- 1974 - Gracias a la vida (A&M Records, SP-3614)
- 1974 - The Contemporary Ballad Book (Vanguard Records, VSD 49/50) Raccolta, 2 LP
- 1975 - Diamonds & Rust (A&M Records, SP-4527)
- 1976 - From Every Stage (A&M Records, SP-3704) Live
- 1976 - The Joan Baez Lovesong Album (Vanguard Records, VSD-79/80) Raccolta, 2 LP
- 1976 - Gulf Winds (A&M Records, SP-4603)
- 1977 - Blowin' Away (Portrait Records, PR 34697)
- 1977 - The Best of Joan C. Baez (A&M Records, SP-4668) Raccolta
- 1979 - Honest Lullaby (Portrait Records, JR 35766)
- 1979 - The Joan Baez Country Music Album (Vanguard Records, VSD-105/6) Raccolta
- 1979 - Satisfied Mind (Book-of-the-Mont Records, 40-5711) Raccolta
- 1980 - European Tour (Portrait Records, PRT 84790) Live
- 1982 - Very Early Joan (Vanguard Records, VSD-79446/7) Raccolta, 2 LP
- 1984 - Live Europe '83 - Children of the Eighties (Ariola Records, 205.742) Live
- 1987 - The Night They Drove Old Dixie Down (Vanguard Records, VMS-73119) Raccolta
- 1987 - A&M Classics, Volume 8 (A&M Records, CD-2506) Raccolta
- 1987 - Recently (Gold Castle Records, 171 004-1)
- 1988 - Joan Baez in Concert (Vanguard Records, VCD-113/114) Raccolta, live
- 1988 - Diamonds and Rust in the Bullring (Gold Castle Records, 7243 8 42970 2 2) Live
- 1989 - Speaking of Dreams (Gold Castle Records, D2 71324)
- 1991 - Brothers in Arms (Gold Castle Records, D4-71363) Raccolta
- 1992 - No Woman, No Cry (Laserlight Records, 79-450) Raccolta
- 1992 - Play Me Backwards (Virgin Records, 0777 7 86458 2 5)
- 1993 - Rare, Live & Classic (Vanguard Records, VCC4-125/127) Raccolta, box di 3 CD
- 1995 - The Best of Joan Baez (Vanguard Records, 505-4) Raccolta
- 1995 - Ring Them Bells (Guardian Records, 7243 8 34989 2 5) Live
- 1996 - Greatest Hits (A&M Records, 31454-0510-4) Raccolta
- 1996 - Live at Newport (Vanguard Records, 77015-2) Live
- 1997 - Gone from Danger (Guardian Records, 8 23026-2)
- 2003 - Dark Chords on a Big Guitar (Koch Records, KOC-CD 8622)
- 2005 - Bowery Songs (Proper Records, PRPCD029) Live
- 2008 - Day After Tomorrow (Razor & Tie Records, RTADV830022)
- 2011 - Play Me Backwards Collectors Edition (Proper Records, PRPCD078) Riedizione in 2 cd: Play Me Backwards + The Play Me Backwards Demos
- 2014 - Diamantes (Proper Records, PRPCD129) Live
- 2016 - 75th Birthday Celebration (Razor & Tie Records, JB000022) Live 2 cd + DVD
- 2018 - Whistle Down the Wind